# Britannic (Schiff, 1915)
Die HMHS (His Majesty’s Hospital Ship, deutsch Seiner Majestät Hospitalschiff) Britannic (engl.: [bɻɪˈtæ̃nɪk]) der Reederei White Star Line war das dritte und letzte Schiff der Olympic-Klasse und wurde wie ihre Schwesterschiffe Titanic und Olympic auf der Werft Harland & Wolff in Belfast gebaut. Sie war geringfügig breiter und schwerer als ihre beiden Schwesterschiffe und unterschied sich durch zahlreiche Ergänzungen im Design.
Am 21. November 1916 lief die Britannic – die wegen des vor ihrer Fertigstellung ausgebrochenen Ersten Weltkriegs nie als Passagierschiff eingesetzt werden konnte – in der Ägäis als Hospitalschiff auf eine deutsche Seemine und sank. Von den gut 1000 Personen an Bord verloren 30 ihr Leben, 40 wurden verletzt. Sie war mit Abstand das größte Schiff, das im Ersten Weltkrieg versenkt wurde und ist eines der größten Schiffswracks der Welt.

## Entstehung

### Planung und Bau
Die Britannic wurde mit einigem zeitlichen Abstand zu ihren beiden Schwesterschiffen Olympic und Titanic gebaut, um Erfahrungen mit den beiden Schiffen in ihren Bau einfließen lassen zu können. So erfolgte ihre Kiellegung auf der Werft Harland & Wolff erst am 30. November 1911, mehr als zweieinhalb Jahre nach der Kiellegung der Titanic und kurz vor deren Fertigstellung. Werftunterlagen von Oktober 1911, angefertigt über ein halbes Jahr vor dem Titanic-Unglück, nennen laut Simon Mills (Besitzer des Britannic-Wracks) und Tom McCluskie (Werfthistoriker bei Harland & Wolff) bereits als einzigen Namen Britannic. Dies widerlegt das verbreitete Gerücht, dass der Name Britannic erst nach dem Untergang der Titanic anstelle des ursprünglich vorgesehenen Gigantic zugeteilt wurde.
Spätere handschriftliche Änderungen des Dokuments vom Januar 1912 beziehen sich auf die Breite des Schiffs. Die Britannic wurde nämlich gegenüber ihren Schwesterschiffen um 46 cm verbreitert, um trotz zusätzlicher Aufbauten den Abstand zwischen Gewichtsschwerpunkt und Metazentrum wieder in den Bereich wie bei der Olympic zu bringen. Somit wurde auch diese Änderung bereits vor dem Titanic-Untergang geplant und hat nichts mit der später implementierten doppelten Außenhaut zu tun.
Die Maschinenanlage der Britannic entsprach zwar von ihrem Aufbau und ihrer Funktionsweise her der ihrer beiden Schwesterschiffe, war jedoch aufgrund einer größeren Kesselheizfläche und einer effizienteren Turbine insgesamt leistungsfähiger. Während Titanic und Olympic jeweils nominell mit 46.000 PS registriert wurden, lag dieser Wert bei der Britannic bei 50.000 PS. Für das letzte Schiff der Serie ging man daher von einer Reisegeschwindigkeit von 22 Knoten aus – für Titanic und Olympic waren jeweils nur 21 Knoten angesetzt. Insgesamt erwies sich die Konzeption der Antriebsanlage als großer Erfolg: Die Schiffe konnten bei verhältnismäßig niedrigem Kohleverbrauch respektable Geschwindigkeiten erreichen. Tatsächlich dürfte die Leistung der Maschinenanlage der Britannic (wie auch bei ihren Schwesterschiffen) deutlich jenseits des nominellen Werts bei rund 60.000 PS gelegen haben.
Nach dem Untergang der Titanic im April 1912 wurden die Bauarbeiten an der Britannic zunächst gestoppt, um die Ergebnisse der Untersuchungen zu der Katastrophe abzuwarten. Schließlich wurden wesentliche technische Änderungen vorgenommen, um die Sinksicherheit des Schiffes zu verbessern: Im Bereich der Kessel- und Maschinenräume wurde das Schiff mit einer doppelten Außenhaut versehen. Fünf besonders wichtige Schottwände wurden bis zum B-Deck hinauf erweitert, wodurch die Britannic mit bis zu sechs gefluteten Abteilungen noch schwimmfähig bleiben sollte. Weiterhin wurde eine zusätzliche Schottwand in den Generatorenraum eingebaut, so dass die Britannic über insgesamt 17 wasserdichte Abteilungen verfügte.
Um im Notfall eine deutlich effizientere Evakuierung des Schiffes zu ermöglichen, waren insgesamt acht riesige Rettungsbootkran-Paare – davon sechs auf dem Bootsdeck und zwei auf dem Achterdeck – vorgesehen. Jeder von ihnen konnte bis zu acht Rettungsboote gleichzeitig zu Wasser lassen. Insgesamt sollte die Britannic 48 Rettungsboote mit einer Kapazität von rund 3600 Personen mit sich führen; damit stand nun für jeden Menschen an Bord ein Rettungsbootplatz zur Verfügung. Zum Einsatz als Lazarettschiff waren allerdings nur fünf dieser Kranpaare eingebaut worden.
Durch diese technisch aufwendigen Ergänzungen und Änderungen verzögerte sich der Bau des Schiffes, so dass mit einer Jungfernfahrt im Frühjahr 1915 statt wie bisher erhofft im Frühjahr 1914 gerechnet wurde. Am 26. Februar 1914 lief die Britannic in Belfast vom Stapel.

### Ausstattung

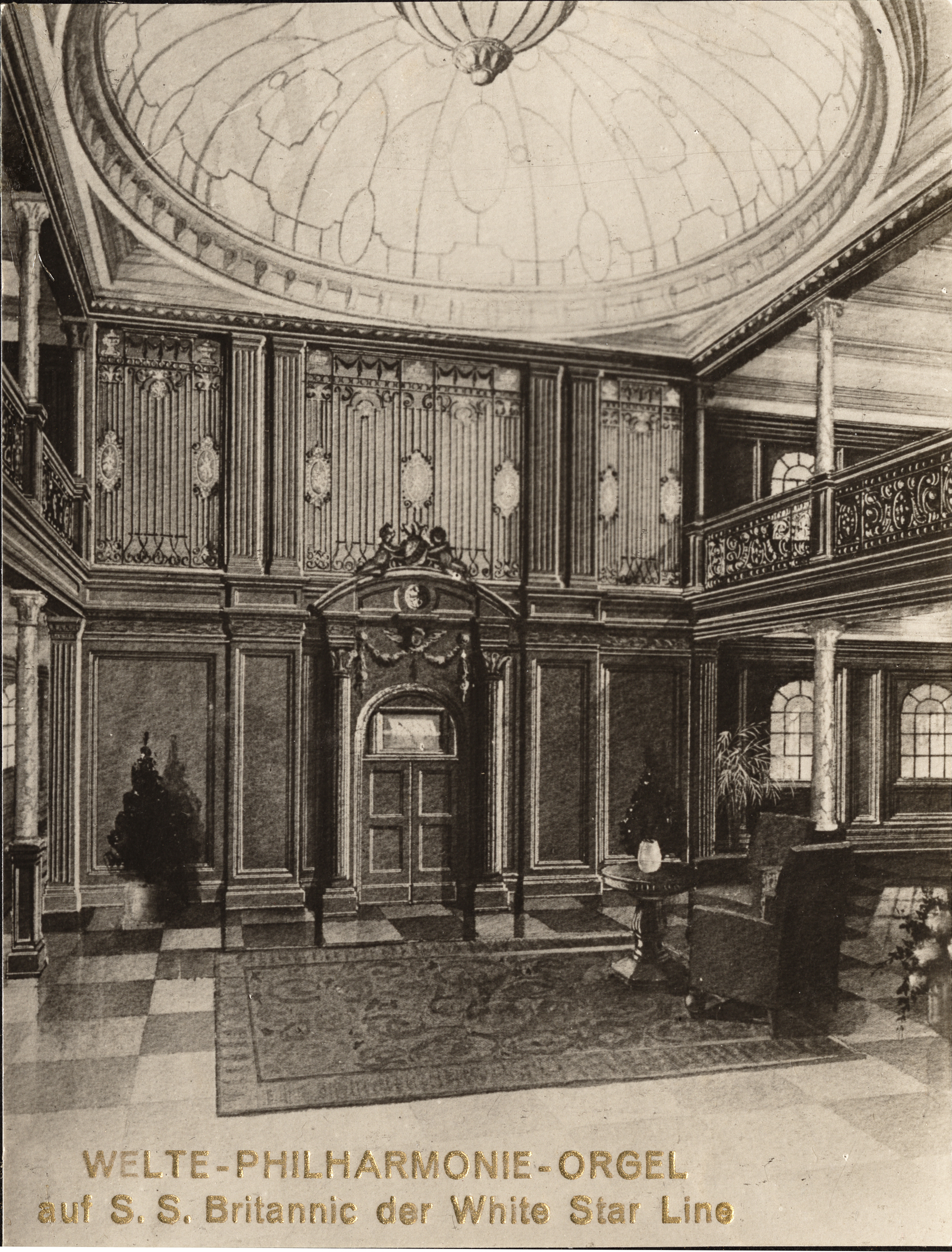
Die für den obersten Absatz der großen Treppe in der 1. Klasse geplante Orgel (Blickrichtung nach vorn)

Die Innenausstattung der Britannic wäre der ihrer beiden Schwesterschiffe recht ähnlich gewesen, doch sollte das dritte und letzte Schiff der Klasse trotzdem nochmals eine deutliche Steigerung des Komforts durch zusätzliche Räumlichkeiten bieten, die auf Titanic und Olympic nicht vorhanden waren. Ergänzt werden sollten ein großzügiges Kinderspielzimmer auf dem Bootsdeck, ein zusätzlicher Aufzug für die Passagiere der Ersten Klasse, ein Damenfriseur und ein Manikürenstudio sowie ein Turnraum für die Zweite Klasse.

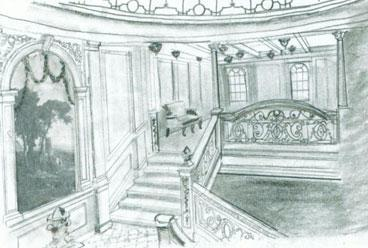
Der Treppenabsatz zwischen Bootsdeck und A-Deck in einer Entwurfsskizze. Gut zu erkennen sind das großflächige Gemälde, das die auf den Schwesterschiffen an dieser Stelle befindliche Uhr ersetzen sollte, und das neue, bogenförmige Design der Handläufe.

Darüber hinaus sollten folgende wesentliche Veränderungen vorgenommen werden:
- Das auf Olympic und Titanic schmucklose Schwimmbad sollte mit einer Wand- und Deckenverkleidung aus poliertem Holz und Marmor ausgestattet werden. Zudem waren für den Raum elegante Beleuchtungskörper an Wand und Decke vorgesehen. Ausschlaggebend für diese Änderung waren die Schwimmbäder der konkurrierenden deutschen Schiffe der Imperator-Klasse, die für ihre außergewöhnlich prachtvollen, hallenartigen Bäder im pompejianischen Stil bekannt waren.
- Das auf dem B-Deck gelegene À-la-carte-Restaurant sollte über die gesamte Schiffsbreite gezogen werden und so noch einmal deutlich an Größe gewinnen. An der Steuerbordseite, unmittelbar über die achtere Treppe erreichbar, war ein großer, in Täfelung und Ausstattung den Stil des Restaurants aufgreifender Vorraum vorgesehen.
- Für das vordere große Treppenhaus der Ersten Klasse war der Einbau einer selbstspielenden Philharmonie-Orgel des deutschen Herstellers M. Welte & Söhne vorgesehen. Wegen des Kriegsausbruchs wurde dies jedoch nicht realisiert. Die Orgel selbst ist erhalten und steht heute im Museum für Musikautomaten im schweizerischen Seewen.[5] Für Teile des Geländerzierrats war eine Überarbeitung geplant (bogenförmige Handläufe und teils verändertes Schmiedeeisenfiligran). Die Bodenfliesen unterschieden sich in Musterung und Farbgebung deutlich von den beiden Schwesterschiffen.

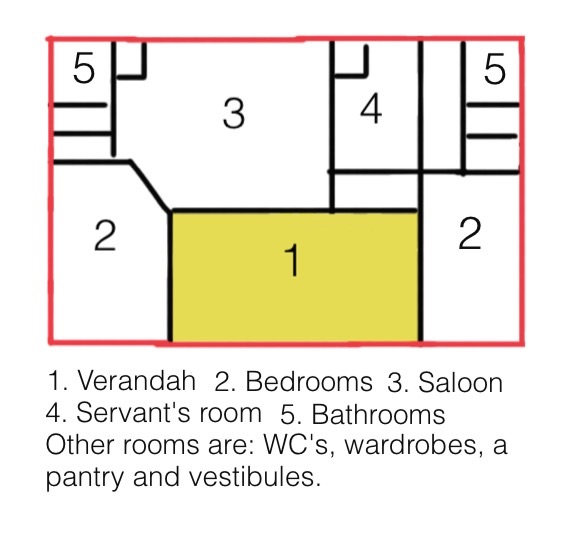
Ein grober Plan der Promenadendeck-Suite auf der Steuerbordseite

- Die Kabinen und Suiten der Ersten Klasse wurden in weiten Teilen deutlich großzügiger ausgeführt als auf Titanic und Olympic. So verfügten nahezu alle Unterkünfte dieser Kategorie über einen Zugang zu privaten Toiletten- und Baderäumen, was in diesem Ausmaß kein anderes Schiff der damaligen Zeit bieten konnte. Außerdem waren auf dem C-Deck zwei zusätzliche private Salons geplant, wodurch sich die Zahl derartiger Räume von vier auf sechs erhöhte. Ein grober Plan der Promenadendeck-Suite auf der Steuerbordseite Die steuerbordseitige Promenadendeck-Suite sollte umfassend umgestaltet werden. Anstelle des Wohnraumes erhielt sie einen privaten Salon. Zudem wurde die Promenade um etwa die Hälfte verkleinert und in 'Verandah' umbenannt. Außerdem waren Unterbringungsmöglichkeiten für die Bediensteten der Passagiere dieser Suite sowie eine Küche eingeplant.
- Wesentlich verändert werden sollte auch der Rauchsalon der Ersten Klasse: Anstelle der mit Perlmutt eingelegten Wandtäfelung aus Mahagoni wie auf Titanic und Olympic sollte dieser Raum Wandpaneele mit vergoldeten Schnitzereien sowie eine mit Buntglasfeldern geschmückte Kuppel erhalten.
- Das französische Café Parisien, das sich auf den Schwesterschiffen großer Popularität erfreute, aber der Vergrößerung des Restaurants zum Opfer fallen musste, sollte durch ein Terrassencafé auf dem A-Deck (vermutlich an der Steuerbordseite zwischen dem Zugang zum großen Treppenhaus und dem Gesellschaftsraum) ersetzt werden.

Ein wesentlicher Unterschied zu den Schwesterschiffen war auch die Überdachung des achteren Welldecks, wodurch nun auch den Passagieren der dritten Klasse eine wettergeschützte Promenade geboten werden konnte.
Da das Schiff nie als Passagierschiff eingesetzt wurde, lagerte man einen Großteil der bereits gefertigten Innenausstattung ein. Die Werft versteigerte diese 1919, kurz nach Kriegsende. Teile der für den Rauchsalon vorgesehenen Wandtäfelungen wurden – ohne die Vergoldungen – in einem Hotel in England verbaut.

### Maße
Obwohl als Lazarettschiff mit 48.000 BRT vermessen, gilt es als wahrscheinlich, dass die Britannic im Passagierdienst durch Ausnutzung von Spielräumen in den Vermessungsvorschriften auf über 50.000 BRT gebracht worden wäre – eine werbewirksame Maßnahme, um auch ein britisches Schiff über diese damals „magische“ Grenze zu heben. Seit 1913 unterhielt die konkurrierende deutsche HAPAG mit der Imperator-Klasse Schiffe, die deutlich größer waren als 50.000 BRT. Auch die Länge des Schiffes – tatsächlich exakt gleich wie die ihrer Schwesterschiffe (882 Fuß) – wurde in der öffentlichen Darstellung aus diesem Grund häufig großzügig mit „rund 900 Fuß“ (etwa 274 m) angegeben. Dies ist möglicherweise die Ursache für das lange Jahre vorherrschende, teilweise auch in der Fachliteratur verbreitete Gerücht, die Britannic sei 903 Fuß lang gewesen.

## Einsatz im Ersten Weltkrieg

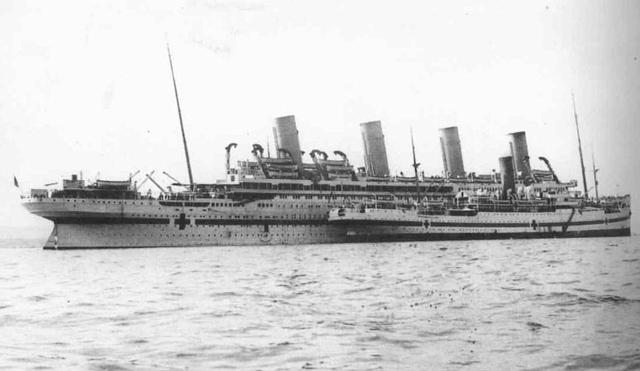
Die Britannic mit dem kleineren Hospitalschiff Galeka, das einen Monat vor der Britannic ebenfalls durch eine deutsche Seemine zerstört wurde

Nach Beginn des Krieges im August 1914 verzögerten sich die Bauarbeiten an der Britannic, da Arbeitskräfte und Material für die Rüstungswirtschaft benötigt wurden. Nach dem tragischen Verlust der Lusitania im Mai 1915 und dem gestiegenen Bedarf der Royal Navy an Transportraum für die Gallipoli-Unternehmung beschloss man, das fast fertige Riesenschiff als Hospitalschiff in Dienst zu stellen. Am 13. November 1915 wurde der White-Star-Liner von der Admiralität requiriert und schließlich am 6. Dezember 1915 als einsatzbereit gemeldet.
Bis zum November 1916 unternahm die Britannic – als Hospitalschiff durch einen weißen Anstrich mit einem grünen Längsstreifen und mehreren Roten Kreuzen gekennzeichnet – fünf Fahrten von den Kriegsschauplätzen im Mittelmeer nach Großbritannien, wobei sie große Zahlen an Verwundeten transportierte. Sie galt als das bestausgestattete Lazarettschiff auf See. Am 12. November 1916 verließ die Britannic Southampton mit dem Ziel Mudros in der Ägäis.

## Der Untergang
Am 21. November 1916 steuerte die Britannic den griechischen Hafen Mudros an. Im Kanal zwischen den Inseln Kea und Makrónissos ereignete sich um 8:12 Uhr eine schwere Unterwasserexplosion. Die Ursache könnte ein Torpedo-Treffer gewesen sein. Als wahrscheinlicher gilt jedoch ein Treffer durch eine Seemine des deutschen U-Boots U 73.
Fatalerweise fand diese Explosion zu einem Zeitpunkt statt, als die Besatzung gerade einen Wachwechsel durchführte. Obwohl im Kriegseinsatz verboten, waren dafür aus Bequemlichkeit (der Zugang zu den Abteilungen war bei geschlossenen Schotten nur über die Notleitern möglich) die Wasserschutztüren geöffnet worden. Nach der Explosion schlossen einige dieser Türen im Bug nicht mehr vollständig, wahrscheinlich waren ihre Rahmen durch die Druckwelle leicht verbogen worden. Hierdurch war eine Eingrenzung des Wassereinbruchs auf die beschädigten Abteile nicht mehr möglich. Verschlimmert wurde die Situation noch durch eine starke, nicht korrigierbare Schlagseite und zahlreiche offene Bullaugen (das Offenlassen von Bullaugen im Kriegseinsatz war ebenfalls verboten), durch die Wasser in hintere Abteile eindringen konnte, was die asymmetrische Flutung noch verstärkte.
Der Versuch des Kapitäns Charles Alfred Bartlett, das Schiff auf Grund zu setzen, scheiterte, da durch die Fahrt noch mehr Wasser in das Leck des Schiffes gepresst wurde. Die Britannic sank innerhalb von 58 Minuten. Unter den 1036 an Bord befindlichen Menschen gab es 30 Tote und 40 Verletzte, die meisten davon in zwei Rettungsbooten, die bei noch laufenden Maschinen unerlaubt zu Wasser gelassen worden waren und von den sich noch drehenden Propellern zerschlagen wurden.

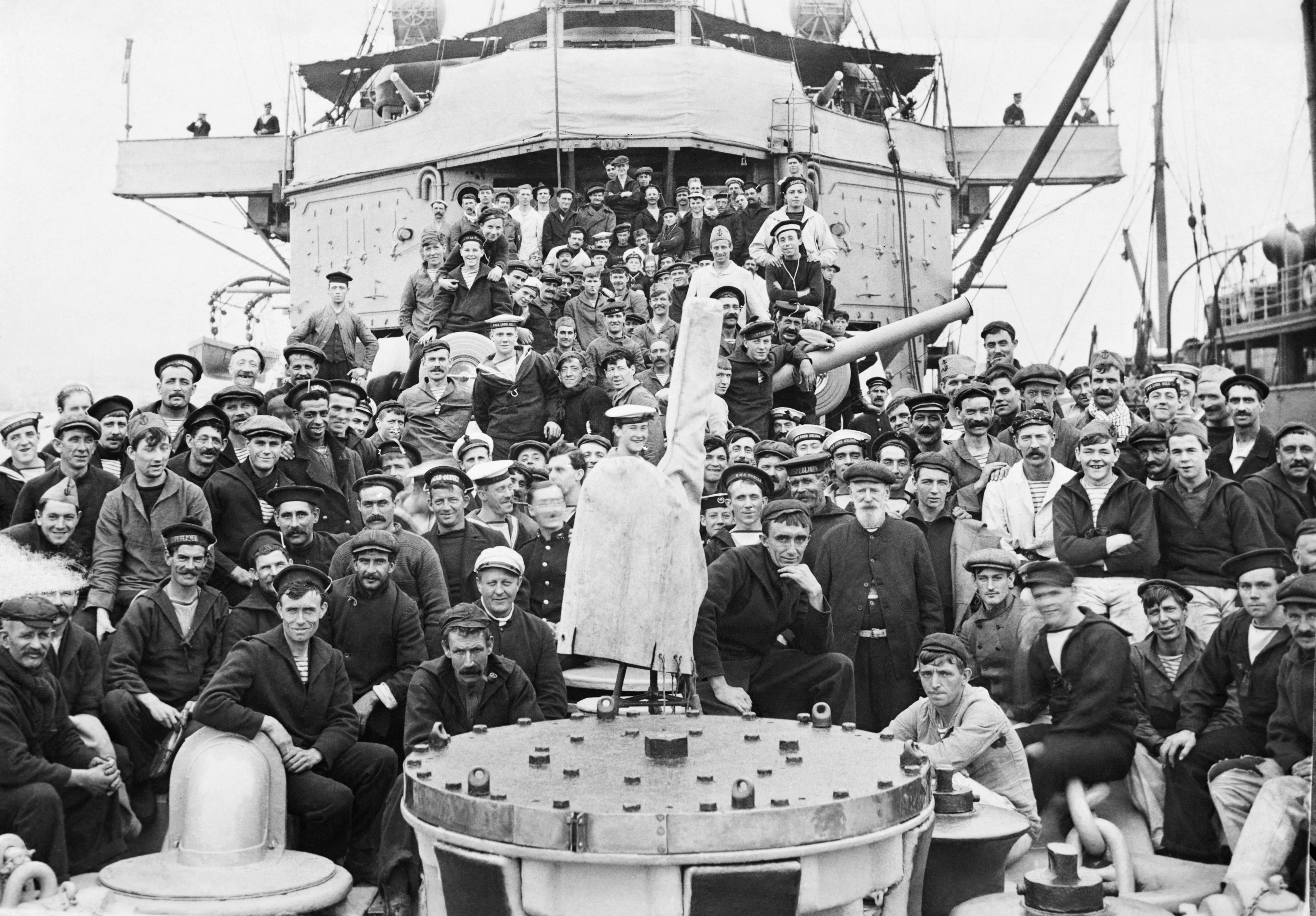
Überlebende der Britannic an Bord der Scourge

Eine der Geretteten war die Krankenschwester Violet Jessop, die bereits an Bord der Olympic gewesen war, als diese 1911 mit dem britischen Kreuzer Hawke kollidierte, und 1912 auch zu den Überlebenden der Titanic-Katastrophe gehört hatte. Violet Jessop saß in einem der beiden Rettungsboote, die in die noch rotierenden Schiffsschrauben gezogen wurden, konnte aber im letzten Moment herausspringen. Obwohl sie unter Wasser mit dem Kopf gegen den Kiel eines anderen Rettungsbootes schlug, schaffte sie es noch aufzutauchen, so dass sie von der Besatzung eines anderen Rettungsbootes gerettet werden konnte.
Bis auf den tragischen Zwischenfall mit den ersten beiden Rettungsbooten verlief die Evakuierung des Schiffes sehr zügig und geordnet, was sich an der geringen Opferzahl bei einer verbleibenden Zeit von weniger als 55 Minuten ablesen lässt.
Es wird teilweise vermutet, dass die Britannic trotz ihres Status als Lazarettschiff Munition geladen hatte, die eine Sekundärexplosion verursacht haben könnte. Auch eine Kohlenstaubexplosion wurde als Sekundärexplosion für denkbar gehalten. Allerdings ist angesichts von Art (frühe Schlagseite, offene Bullaugen) und Geschwindigkeit des Untergangs eine Sekundärexplosion sehr unwahrscheinlich, auch gibt es hierzu keine Zeugenaussagen. Bei zahlreichen Tauchgängen wurden in sämtlichen Frachträumen und im Kohlebunker keinerlei Munition oder Waffen gefunden. Auch ist im Kohlebunker keine Explosion erkennbar. Die Thesen gelten somit als widerlegt.
Die Britannic war das größte im Ersten Weltkrieg versenkte Schiff und ist bis heute das größte gesunken auf dem Meeresgrund liegende Passagierschiff der Welt.
Der Taucher Richie Kohler schildert in seinem Buch Mystery of the Last Olympian: Titanic’s Tragic Sister Britannic (ISBN 1-930536-86-0) die zahlreichen Tauchgänge seiner Expeditionen zum Wrack der HMHS Britannic bis zum Jahr 2015. Dabei stießen die Taucher durch den aufgebrochenen Bug in den Gang für die Maschinisten (engl. firemen’s tunnel) über den Kesselraum 6 bis in den Kesselraum 5 vor – durch jeweils komplett offen stehende Schotttüren. Weiter wurde nicht vorgedrungen, sodass nicht klar ist, ob die Schotttüren der noch weiter achtern liegenden Abteilungen ebenfalls offen blieben. Das bedeutet, dass die Britannic aufgrund der offen stehenden Schotttüren mindestens der gleichen Flutung ausgesetzt war wie die Titanic. Im Gegensatz zu dieser war die Beschädigung am Rumpf jedoch nicht nur ca. 1 m² groß, sondern muss aufgrund des Minentreffers weit größer gewesen sein. In Verbindung mit den – im Gegensatz zur Titanic – offenen Schotttüren erklärt das, weshalb die Britannic trotz der zusätzlichen Maßnahmen weit schneller sank als ihre ältere Schwester.

## Entdeckung
Das Wrack wurde 1976 von Jacques Cousteau und seinem Taucherteam auf der Position 37° 42′ 5″ N, 24° 17′ 2″ O in einer Tiefe von 120 Metern entdeckt.
Im Juli 1995 besuchte nach jahrelanger Vorbereitung Kostas Thoctarides, ein griechischer Profitaucher, das Wrack. Im August desselben Jahres erforschte Robert Ballard, der Entdecker des Britannic-Schwesterschiffes Titanic, die Unglücksstelle. Begleitet wurde er dabei von dem Schiffsmaler Ken Marshall, dem Marinehistoriker Eric Sauder und dem Autor Simon Mills. Sie untersuchten mithilfe von U-Booten das Wrack sowie die in der Nähe liegenden Überreste der Schornsteine, die beim Untergang abgebrochen waren.
Das Wrack liegt auf der Seite des Lecks, sodass sich die genaue Ursache des Untergangs bis heute nicht zweifelsfrei klären ließ. Allerdings wurden bei einer Expedition im Jahr 2003 beim Wrack Anker entdeckt, wie sie im Ersten Weltkrieg für deutsche Seeminen verwendet wurden.

### Eigentümer
Wie bereits im Abschnitt "Planung und Bau" erwähnt ist der heutige Besitzer des Schiffs beziehungsweise des Wracks Simon Mills, Autor und Marinehistoriker. Er erwarb die Überreste im August 1996 von der "Titanic Steamship Company Ltd.", die das Wrack wiederum im Jahr 1977 vom britischen Staat gekauft hatte. Bis zu eben diesem Jahr war die Britannic als Kriegsschiff in staatlichem Besitz gewesen. Tauchgänge zum Wrack müssen von griechischen Behörden genehmigt werden.

## Filme
- Mathias Haentjes, Regie: Ozeanriesen – Goldene Jahre. Dokumentation über die Epoche der Atlantik-Liner, Deutschland, 2019, Radio Bremen, 52 Min. (Bild- und Filmmaterial zur „Titanic“, „Britannic“ (Wrack), aus Cherbourg vom Gare Maritime, aus den Hapag-Hallen in Cuxhaven, zur „Queen Mary 2“, „Normandie“, „United States“ – Philadelphia, „Ex-Astoria“ – dem ältesten fahrenden Pass.schiff dieser Kategorie. Informationen des Senders arte, abgerufen am 27. Februar 2020)
- Britannic (Spielfilm, Großbritannien/Vereinigte Staaten, 2000)